# Cricket World Cup 1999
Der ICC Cricket World Cup 1999 (niederländisch Wereldkampioenschap cricket 1999) wurde vom 14. Mai bis zum 20. Juni 1999 in England (nomineller Gastgeber), Irland, den Niederlanden, Schottland und Wales ausgetragen. Es war der siebte Cricket World Cup im vierjährlichen Turnierzyklus im One-Day-International-Format, der vom Weltverband International Cricket Council (ICC) organisiert wird, und der vierte in England. Das Land hatte zuvor die ersten drei Cricket World Cups 1975, 1979 und 1983 ausgetragen. Das Turnier wurde drei Jahre nach dem vorhergehenden Cricket World Cup ausgetragen, womit es vom üblichen Vierjahreszeitraum abwich.
Zwölf Cricket-Nationalmannschaften nahmen am Cricket World Cup 1999 teil: Die damals neun Test-Cricket-Länder (Australien, England, Indien, Neuseeland, Pakistan, Simbabwe, Sri Lanka, Südafrika und die West Indies), sowie die drei besten Mannschaften der ICC Trophy 1997 (Bangladesch, Kenia und Schottland). Während des Cricket World Cup 1999 wurden 42 Spiele absolviert, darunter 30 in der Vorrunde, neun in der Super Six, und drei in der Finalrunde, einschließlich des Finales. Die Mannschaften wurden in zwei Gruppen zu je sechs Teams eingeteilt, wobei jedes einmal gegen die anderen der Gruppe antrat. Die drei besten Mannschaften jeder Gruppe qualifizierten sich für die Super Six, wonach die vier besten Mannschaften das Halbfinale erreichten, dessen Gewinner im Finale aufeinandertrafen. Dieser World Cup wurde im One-Day International-Format ausgetragen, wobei jedes Team jeweils ein Innings über maximal 50 Over bestritten hat.
Australien, Neuseeland, Pakistan und Südafrika erreichten das Halbfinale. Australien besiegte Südafrika und Pakistan Neuseeland, wonach Australien das Finale im Lord’s in London gegen Pakistan mit acht Wickets und damit seinen zweiten Titel gewann. Australien wurde damit das erste Land, das die neue permanente ICC Cricket World Cup Trophy gewann; bei den vorhergehenden Turnieren wurden verschiedene Trophäen überreicht. Außerdem war es nach den West Indies (1975 und 1979) die zweite Cricketnation, das den Weltmeistertitel zum zweiten Mal gewann. Der Titelverteidiger Sri Lanka schied bereits in der Vorrunde aus und war damit der erste Titelverteidiger der Turniergeschichte der nicht die Finalrunde erreichte. Die Nationalmannschaften Bangladeschs und Schottlands nahmen erstmals an einem Cricket World Cup teil. Interessanterweise wurde die Rugby-Union-Weltmeisterschaft 1999 auf ähnliche Weise in fünf europäischen Ländern ausgetragen (mit Frankreich anstelle den Niederlanden) und ebenfalls von Australien gewonnen, womit es das erste Land wurde, das beide Weltmeisterschaften im selben Jahr für sich entschied.

## Vergabe

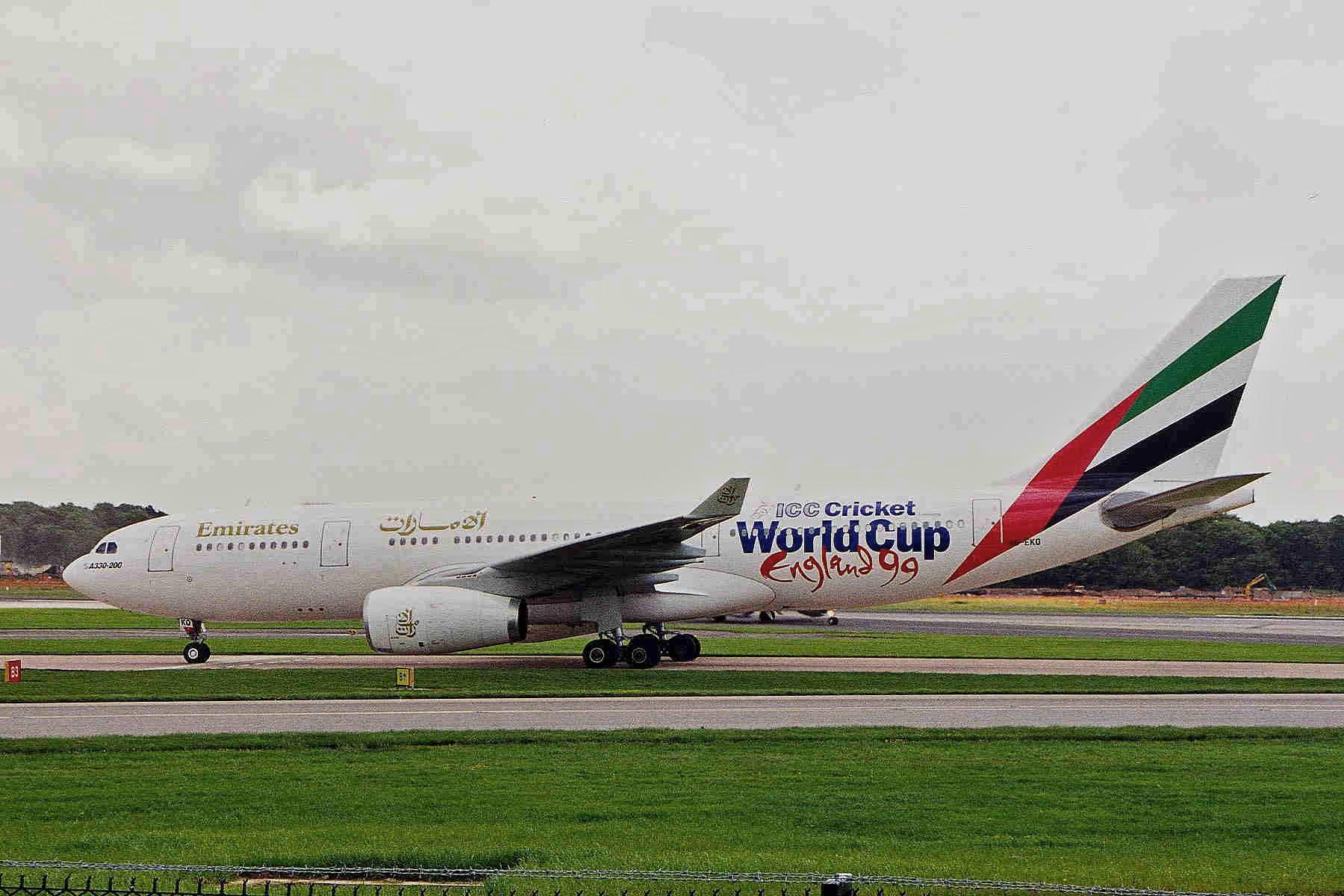
Ein Emirates A330-243 während des Cricket World Cup 1999

Der ICC vergab den Cricket World Cup 1999 an England. Die Mitgastgeber waren Irland, die Niederlande, Schottland und Wales. Mit Ausnahme des Test-Cricket-Landes England waren die Mitgastgeber jedoch nicht automatisch für das Turnier qualifiziert und mussten den Weg über die ICC Trophy 1997 gehen. Irland und die Niederlande schieden in der Qualifikation aus.

## Teilnehmer
Die folgenden zwölf Mannschaften qualifizierten sich für den Cricket World Cup 1999: Australien, England (nomineller Gastgeber), Indien, Neuseeland, Pakistan, Simbabwe, Sri Lanka, Südafrika und die West Indies qualifizierten sich als Vollmitglieder des International Cricket Council mit Test-Cricket-Status automatisch für den Cricket World Cup 1999. Bangladesch, Kenia und Schottland waren Mannschaften ohne Test-Cricket-Status und qualifizierten sich während der ICC Trophy 1997.

Teilnehmende Länder des Cricket World Cups 1999; insgesamt 34 Teams nahmen teil.
Vollmitglieder des International Cricket Councils (ICC)
Qualifiziert bei der ICC Trophy 1997
In der Qualifikation gescheitert
Keine Teilnahme

| Land        | Qualifikationsgrundlage | Turnierteilnahme | Letztmalige Teilnahme | Bestes Ergebnis                   | Gruppe |
| ----------- | ----------------------- | ---------------- | --------------------- | --------------------------------- | ------ |
| England     | Nomineller Gastgeber    | Siebte           | 1996                  | Finalist (1979, 1987, 1992)       | A      |
| Australien  | Vollmitglieder          | Siebte           | 1996                  | Weltmeister (1987)                | B      |
| Indien      | Vollmitglieder          | Siebte           | 1996                  | Weltmeister (1983)                | A      |
| Neuseeland  | Vollmitglieder          | Siebte           | 1996                  | Halbfinale (1975, 1979, 1992)     | B      |
| Pakistan    | Vollmitglieder          | Siebte           | 1996                  | Weltmeister (1992)                | B      |
| Simbabwe    | Vollmitglieder          | Fünfte           | 1996                  | Vorrunde (1983, 1987, 1992, 1996) | A      |
| Sri Lanka   | Vollmitglieder          | Siebte           | 1996                  | Weltmeister (1996)                | A      |
| Südafrika   | Vollmitglieder          | Dritte           | 1996                  | Halbfinale (1992)                 | A      |
| West Indies | Vollmitglieder          | Siebte           | 1996                  | Weltmeister (1975, 1979)          | B      |
| Bangladesch | ICC Trophy 1997         | Erste            | –                     | Debüt                             | B      |
| Kenia       | ICC Trophy 1997         | Zweite           | 1996                  | Vorrunde (1996)                   | A      |
| Schottland  | ICC Trophy 1997         | Erste            | –                     | Debüt                             | B      |

## Austragungsorte
Als Austragungsorte wurden neben 17 Stadien in England auch je ein Stadion in Irland, den Niederlanden, Schottland und Wales ausgewählt. Schottland bestritt zwei seiner Gruppe B-Spiele daheim und wurde damit das erste assoziierte Mitglied, das Spiele bei einem Cricket World Cup austrug. Je ein Gruppe B-Spiel fand in Irland und Wales statt, während ein Gruppe A-Spiel in den Niederlanden ausgetragen wurden. Die Nationalmannschaften Irlands und der Niederlande hatten sich jedoch nicht für das Turnier qualifiziert.
| England                   | England                     | England                  | England                        | England                         |
| Birmingham, West Midlands | Bristol, City of Bristol    | Canterbury, Kent         | Chelmsford, Essex              | Chester-le-Street, Durham       |
| ------------------------- | --------------------------- | ------------------------ | ------------------------------ | ------------------------------- |
| Edgbaston Cricket Ground  | Bristol County Ground       | St Lawrence Ground       | County Ground                  | Riverside County Cricket Ground |
| Kapazität: 21.000         | Kapazität: 8.000            | Kapazität: 15.000        | Kapazität: 6.500               | Kapazität: 15.000               |
|                           |                             |                          |                                |                                 |
|                           | Derby, Derbyshire           | Hove, Sussex             | Leeds, West Yorkshire          |                                 |
|                           | County Cricket Ground       | County Cricket Ground    | Headingley Stadium             |                                 |
|                           | Kapazität: 9.500            | Kapazität: 7.000         | Kapazität: 17.500              |                                 |
|                           |                             |                          |                                |                                 |
| Leicester, Leicestershire | London, Greater London      | London, Greater London   | Manchester, Greater Manchester | Northampton, Northamptonshire   |
| Grace Road                | Lord’s                      | The Oval                 | Old Trafford                   | County Cricket Ground           |
| Kapazität: 12.000         | Kapazität: 28.000           | Kapazität: 23.500        | Kapazität: 22.000              | Kapazität: 6.500                |
|                           |                             |                          |                                |                                 |
|                           | Nottingham, Nottinghamshire | Southampton, Hampshire   | Taunton, Somerset              |                                 |
|                           | Trent Bridge                | County Ground            | County Ground                  |                                 |
|                           | Kapazität: 17.500           | Kapazität: 6.500         | Kapazität: 6.500               |                                 |
|                           |                             |                          |                                |                                 |
| England                   | Niederlande                 | Wales                    | Irland                         | Schottland                      |
| Worcester, Worcestershire | Amstelveen, Noord-Holland   | Cardiff, South Glamorgan | Dublin, Leinster               | Edinburgh, Midlothian           |
| New Road                  | VRA Cricket Ground          | Sophia Gardens           | Castle Avenue                  | The Grange Club                 |
| Kapazität: 4.500          | Kapazität: 4.500            | Kapazität: 15.653        | Kapazität: 3.200               | Kapazität: 3.000                |
|                           |                             |                          |                                |                                 |

| Lord’s |

| The Oval |

| Headingley |

| Edgbaston |

| Old Trafford |

| Trent Bridge |

| Bristol |

| Canterbury |

| Chelmsford |

| Chester-le-Street |

| Derby |

| Hove |

| Leicester |

| Northampton |

| Southampton |

| Taunton |

| Worcester |

| Cardiff |

| Lord’s |

| The Oval |

| Headingley |

| Edgbaston |

| Old Trafford |

| Trent Bridge |

| Bristol |

| Canterbury |

| Chelmsford |

| Chester-le-Street |

| Derby |

| Hove |

| Leicester |

| Northampton |

| Southampton |

| Taunton |

| Worcester |

| Cardiff |

| Dublin |

| Edinburgh |

| Dublin |

| Edinburgh |

| \| Amstelveen \|                                               |
| Austragungsort in den Niederlanden des Cricket World Cups 1999 |
| Amstelveen                                                     |

| Amstelveen |

## Format
Der Cricket World Cup 1999 wurde über 38 Tage zwischen zwölf verschiedenen Mannschaften über 42 Spiele ausgetragen. Er begann am 14. Mai 1999 im Lord’s in London mit dem Eröffnungsspiel zwischen dem nominellen Gastgeber England und dem Titelverteidiger Sri Lanka. Das Turnier endete am 20. Juni im denselben Stadion mit dem Finale zwischen Australien und Pakistan, wobei Australien die ICC Cricket World Cup Trophy gewann.

### Spielplan
Die nachfolgende Tabelle zeigt das tägliche Programm des Cricket World Cup 1999. Dabei steht ein rotes Kästchen für die Eröffnungs- und Schlusszeremonie, ein violettes Kästchen für Vorrundenspiele, ein zyanblaues Kästchen für die Super Six, ein grünes Kästchen für Finalrundenspiele und ein gelbes Kästchen für das Finale.
| Vorrunde Mai    | Fr. 14. | Sa. 15. | So. 16. | Mo. 17. | Di. 18. | Mi. 19. | Do. 20. | Fr. 21. | Sa. 22. | So. 23. | Mo. 24. | Di. 25. | Mi. 26. | Do. 27. | Fr. 28. | Sa. 29. | So. 30. | Mo. 31. |
| --------------- | ------- | ------- | ------- | ------- | ------- | ------- | ------- | ------- | ------- | ------- | ------- | ------- | ------- | ------- | ------- | ------- | ------- | ------- |
| Zeremonien      |         |         |         |         |         |         |         |         |         |         |         |         |         |         |         |         |         |         |
| Gruppe A        | 1       | 2       |         |         | 1       | 2       |         |         | 2       | 1       |         | 1       | 2       |         |         | 1,5     | 1,5     |         |
| Gruppe B        |         |         | 2       | 1       |         |         | 2       | 1       |         | 1       | 2       |         |         | 2       | 1       |         | 1       | 2       |
| Super Six Juni  | Di. 1.  | Mi. 2.  | Do. 3.  | Fr. 4.  | Sa. 5.  | So. 6.  | Mo. 7.  | Di. 8.  | Mi. 9.  | Do. 10. | Fr. 11. | Sa. 12. | So. 13. |         |         |         |         |         |
| Super Six       |         |         |         | 1       | 1       | 1       | 1       | 1       | 1       | 1       | 1       | 1       | 1       |         |         |         |         |         |
| Finalrunde Juni | Mo. 14. | Di. 15. | Mi. 16. | Do. 17. | Fr. 18. | Sa. 19. | So. 20. |         |         |         |         |         |         |         |         |         |         |         |
| Finalrunde      |         |         | 1       | 1       |         |         | 1       |         |         |         |         |         |         |         |         |         |         |         |

| Farblegende     |
| Eröffnungsfeier |
| Vorrunde        |
| Super Six       |
| Finalrunde      |
| Finale          |

### Gruppen
| Gruppe A                                               | Gruppe B                                                             |
| ------------------------------------------------------ | -------------------------------------------------------------------- |
| Australien Indien Kenia Simbabwe Sri Lanka West Indies | England Neuseeland Niederlande Pakistan Südafrika Ver. Arab. Emirate |

### Vorrunde und Super Six
Der Cricket World Cup 1999 wurde zwischen zwölf Nationalmannschaften ausgespielt. Für die Vorrunde wurden die Mannschaften in zwei Gruppen zu je sechs Mannschaften eingeteilt. In welche Gruppe jede Mannschaft eingeteilt wurde, wurde in der Auslosung festgelegt. Jede Mannschaft bestritt ein Spiel gegen jede andere seiner Gruppe. Für einen Sieg gab es zwei Tabellenpunkte, für ein Unentschieden oder No Result einen Punkt, für eine Niederlage keinen Punkt. Hatten zwei Mannschaften dieselbe Anzahl an Tabellenpunkten, wurde der Tabellenrang anhand der Net Run Rate, gefolgt von der Net Bowl Rate und dem direkten Vergleich ermittelt.
Am Ende der Vorrunde qualifizierten sich die jeweils drei besten einer Gruppe für die Super-6-Runde. In dieser spielte jedes Team gegen die Mannschaften, auf die es nicht in der Vorrunde getroffen war und dessen Ergebnisse sie mit in diese Runde übernahm. Die Qualifikation erfolgte anhand derselben Kriterien wie in der Vorrunde.

### Finalrunde
Ab dieser Phase nahm das Turnier ein K.-o.-System an, für das sich die vier besten Mannschaften der Gruppe qualifizierten. Jedes Spiel musste zwingend mit einem Sieg enden. Gab es nach beiden Innings keinen Sieger, wurde das Spiel am darauf folgenden Tag wiederholt.

## Umpires
Während des Turnieres wurden zwölf Umpires eingesetzt.
| - Darrell Hair (Australien) - David Shepherd (England) - Peter Willey (England) - Srinivasaraghavan Venkataraghavan (Indien) - Doug Cowie (Neuseeland) - Steve Dunne (Neuseeland) | - Javed Akhtar (Pakistan) - Ian Robinson (Simbabwe) - K. T. Francis (Sri Lanka) - Rudi Koertzen (Südafrika) - Dave Orchard (Südafrika) - Steve Bucknor (West Indies) |

## Vorrunde
In den Tabellen finden folgende Bezeichnungen Verwendung:
- Spiele
- Siege
- Niederlagen
- Unentschieden
- NR No Result
- Punkte
- NRR Net Run Rate

### Gruppe A
Tabelle
| Gruppe A  | Sp. | S | N | U | NR | P | NRR   |
| --------- | --- | - | - | - | -- | - | ----- |
| Südafrika | 5   | 4 | 1 | 0 | 0  | 8 | +0.86 |
| Indien    | 5   | 3 | 2 | 0 | 0  | 6 | +1.28 |
| Simbabwe  | 5   | 3 | 2 | 0 | 0  | 6 | +0.02 |
| England   | 5   | 3 | 2 | 0 | 0  | 6 | −0.33 |
| Sri Lanka | 5   | 2 | 3 | 0 | 0  | 4 | −0.81 |
| Kenia     | 5   | 0 | 5 | 0 | 0  | 0 | −1.20 |

Spiele
| 14. Mai Scorecard | Lord’s | Sri Lanka 204 (48.4)          | – | England 207-2 (46.5) |
|                   |        | England gewinnt mit 8 Wickets |   |                      |

| 15. Mai Scorecard | Hove | Indien 253-5 (50)               | – | Südafrika 254-6 (47.2) |
|                   |      | Südafrika gewinnt mit 4 Wickets |   |                        |

| 15. Mai Scorecard | Taunton | Kenia 229-7 (50)               | – | Simbabwe 231-5 (41) |
|                   |         | Simbabwe gewinnt mit 5 Wickets |   |                     |

| 18. Mai Scorecard | Canterbury | Kenia 203 (49.4)              | – | England 204-1 (39) |
|                   |            | England gewinnt mit 9 Wickets |   |                    |

| 19. Mai Scorecard | Leicester | Simbabwe 252-9 (50)         | – | Indien 249 (45) |
|                   |           | Simbabwe gewinnt mit 3 Runs |   |                 |

| 19. Mai Scorecard | Northampton | Südafrika 199-9 (50)          | – | Sri Lanka 110 (35.2) |
|                   |             | Südafrika gewinnt mit 89 Runs |   |                      |

| 22. Mai Scorecard | The Oval | Südafrika 225-7 (50)           | – | England 103 (41) |
|                   |          | Südafrika gewinnt mit 122 Runs |   |                  |

| 22. Mai Scorecard | Worcester | Simbabwe 197-9 (50)             | – | Sri Lanka 198-6 (46) |
|                   |           | Sri Lanka gewinnt mit 4 Wickets |   |                      |

| 25. Mai Scorecard | Bristol | Indien 329-2 (50)          | – | Kenia 235-7 (50) |
|                   |         | Indien gewinnt mit 94 Runs |   |                  |

| 25. Mai Scorecard | Leicester | Simbabwe 167-8 (50)           | – | England 168-3 (38.3) |
|                   |           | England gewinnt mit 7 Wickets |   |                      |

| 26. Mai Scorecard | Amstelveen | Kenia 152 (44.3)                | – | Südafrika 153-3 (41) |
|                   |            | Südafrika gewinnt mit 7 Wickets |   |                      |

| 26. Mai Scorecard | Taunton | Indien 373-6 (50)           | – | Sri Lanka 216 (42.3) |
|                   |         | Indien gewinnt mit 157 Runs |   |                      |

Beim Spiel gelangen den Indern Rahul Dravid und Sourav Ganguly mit 318 Runs ein Weltrekord für eine Partnership im ODI-Cricket.
| 29./30. Mai Scorecard | Edgbaston | Indien 232-8 (50)          | – | England 169 (45.2) |
|                       |           | Indien gewinnt mit 63 Runs |   |                    |

| 29. Mai Scorecard | Chelmsford | Simbabwe 233-6 (50)          | – | Südafrika 185 (47.2) |
|                   |            | Simbabwe gewinnt mit 48 Runs |   |                      |

| 30. Mai Scorecard | Southampton | Sri Lanka 275-8 (50)          | – | Kenia 230-6 (50) |
|                   |             | Sri Lanka gewinnt mit 45 Runs |   |                  |

### Gruppe B
Tabelle
| Gruppe B    | Sp. | S | N | U | NR | P | NRR   |
| ----------- | --- | - | - | - | -- | - | ----- |
| Pakistan    | 5   | 4 | 1 | 0 | 0  | 8 | +0.51 |
| Australien  | 5   | 3 | 2 | 0 | 0  | 6 | +0.73 |
| Neuseeland  | 5   | 3 | 2 | 0 | 0  | 6 | +0.58 |
| West Indies | 5   | 3 | 2 | 0 | 0  | 6 | +0.50 |
| Bangladesch | 5   | 2 | 3 | 0 | 0  | 4 | −0.52 |
| Schottland  | 5   | 0 | 5 | 0 | 0  | 0 | −1.93 |

Spiele
| 16. Mai Scorecard | Worcester | Schottland 181-7 (50)            | – | Australien 182-4 (44.5) |
|                   |           | Australien gewinnt mit 6 Wickets |   |                         |

| 16. Mai Scorecard | Bristol | Pakistan 229-8 (50)          | – | West Indies 202 (48.5) |
|                   |         | Pakistan gewinnt mit 27 Runs |   |                        |

| 17. Mai Scorecard | Chelmsford | Bangladesch 116 (37.4)           | – | Neuseeland 117-4 (33) |
|                   |            | Neuseeland gewinnt mit 6 Wickets |   |                       |

| 20. Mai Scorecard | Cardiff | Australien 213-8 (50)            | – | Neuseeland 214-5 (45.2) |
|                   |         | Neuseeland gewinnt mit 5 Wickets |   |                         |

| 20. Mai Scorecard | Chester-le-Street | Pakistan 261-6 (50)          | – | Schottland 167 (38.5) |
|                   |                   | Pakistan gewinnt mit 94 Runs |   |                       |

| 21. Mai Scorecard | Dublin | Bangladesch 182 (49.2)            | – | West Indies 183-3 (46.3) |
|                   |        | West Indies gewinnt mit 7 Wickets |   |                          |

| 23. Mai Scorecard | Headingley | Pakistan 275-8 (50)          | – | Australien 265 (49.5) |
|                   |            | Pakistan gewinnt mit 10 Runs |   |                       |

| 24. Mai Scorecard | Edinburgh | Bangladesch 185-9 (50)          | – | Schottland 163 (46.2) |
|                   |           | Bangladesch gewinnt mit 22 Runs |   |                       |

| 24. Mai Scorecard | Southampton | Neuseeland 156 (48.1)             | – | West Indies 158-3 (44.2) |
|                   |             | West Indies gewinnt mit 7 Wickets |   |                          |

| 27. Mai Scorecard | Chester-le-Street | Bangladesch 178-7 (50)           | – | Australien 181-3 (19.5) |
|                   |                   | Australien gewinnt mit 7 Wickets |   |                         |

| 27. Mai Scorecard | Leicester | Schottland 68 (31.3)              | – | West Indies 70-2 (10.1) |
|                   |           | West Indies gewinnt mit 8 Wickets |   |                         |

| 28. Mai Scorecard | Derby | Pakistan 269-8 (50)          | – | Neuseeland 207-8 (50) |
|                   |       | Pakistan gewinnt mit 62 Runs |   |                       |

| 30. Mai Scorecard | Old Trafford | West Indies 110 (46.4)           | – | Australien 111-4 (40.4) |
|                   |              | Australien gewinnt mit 6 Wickets |   |                         |

| 31. Mai Scorecard | Northampton | Bangladesch 223-9 (50)          | – | Pakistan 161 (44.5) |
|                   |             | Bangladesch gewinnt mit 62 Runs |   |                     |

| 31. Mai Scorecard | Edinburgh | Schottland 121 (42.1)            | – | Neuseeland 123-4 (17.5) |
|                   |           | Neuseeland gewinnt mit 6 Wickets |   |                         |

## Super Six
Jeweils die ersten drei jeder Gruppe qualifizierten sich für diese Runde. Die Punkte gegen die Teams dieser Runde in der Vorrunde, wurden in diese Runde übernommen.
Tabelle
| Super Six  | Sp. | S | N | U | NR | P | NRR   |
| ---------- | --- | - | - | - | -- | - | ----- |
| Pakistan   | 5   | 3 | 2 | 0 | 0  | 6 | +0.65 |
| Australien | 5   | 3 | 2 | 0 | 0  | 6 | +0.36 |
| Südafrika  | 5   | 3 | 2 | 0 | 0  | 6 | +0.17 |
| Neuseeland | 5   | 2 | 2 | 0 | 1  | 5 | −0.52 |
| Simbabwe   | 5   | 2 | 2 | 0 | 1  | 5 | −0.79 |
| Indien     | 5   | 1 | 4 | 0 | 0  | 2 | −0.15 |

Spiele
| 4. Juni Scorecard | The Oval | Australien 282-6 (50)          | – | Indien 205 (48.2) |
|                   |          | Australien gewinnt mit 77 Runs |   |                   |

| 6. Juni Scorecard | Nottingham | Pakistan 220-7 (50)             | – | Südafrika 221-7 (49) |
|                   |            | Südafrika gewinnt mit 3 Wickets |   |                      |

| 6./7. Juni Scorecard | Leeds | Simbabwe 175 (49.3) | – | Neuseeland 70-3 (15) |
|                      |       | No Result           |   |                      |

| 8. Juni Scorecard | Old Trafford | Indien 227-6 (50)          | – | Pakistan 180 (45.3) |
|                   |              | Indien gewinnt mit 47 Runs |   |                     |

| 9. Juni Scorecard | Lord’s | Australien 303-4 (50)          | – | Pakistan 259-6 (50) |
|                   |        | Australien gewinnt mit 44 Runs |   |                     |

| 10. Juni Scorecard | Edgbaston | Südafrika 287-5 (50)          | – | Neuseeland 213-8 (50) |
|                    |           | Südafrika gewinnt mit 74 Runs |   |                       |

| 11. Juni Scorecard | The Oval | Pakistan 271-9 (50)           | – | Simbabwe 123 (40.3/49) |
|                    |          | Pakistan gewinnt mit 148 Runs |   |                        |

| 12. Juni Scorecard | Nottingham | Indien 251-6 (50)                | – | Neuseeland 253-5 (48.2) |
|                    |            | Neuseeland gewinnt mit 5 Wickets |   |                         |

| 13. Juni Scorecard | Leeds | Südafrika 271-7 (50)             | – | Australien 272-5 (49.4) |
|                    |       | Australien gewinnt mit 5 Wickets |   |                         |

## Halbfinale
| 16. Juni Scorecard | Old Trafford | Neuseeland 240-7 (50)          | – | Pakistan 242-1 (47.3) |
|                    |              | Pakistan gewinnt mit 9 Wickets |   |                       |

| 17. Juni Scorecard | Edgbaston | Australien 213 (49.2) | – | Südafrika 213 (49.4) |
|                    |           | Unentschieden         |   |                      |

Aufgrund der besseren Platzierung in der Super-Six-Runde qualifizierte sich Australien für das Finale.

## Finale
| 20. Juni Scorecard | Lord’s | Pakistan 132 (39)                | – | Australien 133-2 (20.1) |
|                    |        | Australien gewinnt mit 8 Wickets |   |                         |

## Statistiken

Ergebnis des Cricket World Cups 1999:
Sieger
Finalist
Halbfinalteilnahme
In der Super Six ausgeschieden
In der Gruppenphase ausgeschieden
Keine Teilnahme

Die folgenden Cricketstatistiken wurden bei diesem Turnier erzielt.
| ODIs            | ODIs       | ODIs    | ODIs    | ODIs    | ODIs    | ODIs    | ODIs    | ODIs    |
| Batting         | Batting    | Batting | Batting | Batting | Batting | Batting | Batting | Batting |
| Spieler         | Mannschaft | Spiele  | Innings | Runs    | Average | HS      | 100s    | 50s     |
| --------------- | ---------- | ------- | ------- | ------- | ------- | ------- | ------- | ------- |
| Rahul Dravid    | Indien     | 8       | 8       | 461     | 65,85   | 145     | 2       | 3       |
| Steve Waugh     | Australien | 10      | 8       | 398     | 79,60   | 120*    | 1       | 2       |
| Sourav Ganguly  | Indien     | 7       | 7       | 379     | 54,14   | 183     | 1       | 1       |
| Mark Waugh      | Australien | 10      | 10      | 375     | 41,66   | 104     | 1       | 2       |
| Saeed Anwar     | Pakistan   | 10      | 10      | 368     | 40,88   | 113*    | 2       | 0       |
| Bowling         |            |         |         |         |         |         |         |         |
| Spieler         | Mannschaft | Spiele  | Overs   | Wickets | Average | BBI     | 5W      | 10W     |
| Geoff Allott    | Neuseeland | 9       | 87.4    | 20      | 16,25   | 4/37    | 0       | 0       |
| Shane Warne     | Australien | 10      | 94.2    | 20      | 18,05   | 4/29    | 0       | 0       |
| Glenn McGrath   | Australien | 10      | 95.4    | 18      | 20,38   | 5/14    | 1       | 0       |
| Lance Klusener  | Südafrika  | 9       | 75.5    | 17      | 20,58   | 5/21    | 1       | 0       |
| Saqlain Mushtaq | Pakistan   | 10      | 83.4    | 17      | 22,29   | 5/35    | 1       | 0       |